# Dublin Rathdown
Dublin Rathdown is een kiesdistrict in de Republiek Ierland voor de verkiezing voor Dáil Éireann, het lagerhuis van het Ierse parlement. Het werd ingesteld bij de herindeling van kiesdistricten in 2012 en deed in 2016 voor het eerst dienst als kiesdistrict. Het kiest 3 leden voor Dáil Éireann.
Het district ligt in Dún Laoghaire-Rathdown en omvat vrijwel het volledige oude district Dublin South met uitzondering van kleine delen die naar Dún Laoghaire en Dublin South West overgaan.
In 2016 behaalde Fine Gael en de Groenen beide 1 zetel, terwijl de derde zetel voor een onafhankelijke kandidaat was.

## Referendum
Bij het abortusreferendum in 2018 stemde in het kiesdistrict 76,1% van de opgekomen kiezers voor afschaffing van het abortusverbod in de grondwet. 